# Oenanthe bottae
Chasco-de-peito-ruivo ou chasco-de-peito-vermelho (Oenanthe bottae) é uma espécie de ave da família Muscicapidae.
Pode ser encontrada nos seguintes países: Benin, Burkina Faso, Camarões, República Centro-Africana, Chade, Djibouti, Eritreia, Etiópia, Quénia, Mali, Mauritânia, Níger, Nigéria, Arábia Saudita, Sudão, Togo, Uganda e Iémen.
Os seus habitats naturais são: campos rupestres subtropicais ou tropicais.